# Черкащенко Володимир Дмитрович
Володимир Дмитрович Черкащенко (нар. 12 липня 1937) — український радянський партійний діяч, 1-й секретар Краматорського міського комітету КПУ Донецької області. Кандидат у члени ЦК КПУ в 1986—1990 роках.

## Біографія
Освіта вища. Член КПРС. Перебував на партійній роботі.
У 1984—1990 роках — 1-й секретар Краматорського міського комітету КПУ Донецької області.
З 1990 року — начальник відділу кадрів Старо-Краматорського машинобудівного заводу
Потім — на пенсії в місті Краматорську Донецької області.

## Нагороди
- ордени
- медалі